# 奇蹟列車
《奇蹟列車》，是把鐵路車站以男性擬人化形象出現的作品，推出小說、漫畫及動畫，由.east cafe執筆的作品。在設定當中，出生日期和地址與現實的開站日期及地理上相同。電視動畫版在2009年10月4日開始每週星期日深夜26時（即週一深夜2時）在東京電視台播出。

## 中央線版
作品名為「奇蹟列車~歡迎來到中央線~」，此為本系列的第一版本。本次角色包括東京、新宿、中野、立川及吉祥寺5站以主。中央線版推出過小說及漫畫，動畫則只是1集OVA。

### 登場人物

#### 主要人物
東京 零（東京 零，とうきょう ぜろ）
配音員：吉野裕行
1914年12月20日出生，身高176cm，血型A型
新宿 慎太郎（新宿 慎太郎，しんじゅく しんたろう）
配音員：置鮎龍太郎
1885年3月1日出生，身高178cm，血型A型
中野 陸（中野 陸，なかの りく）
配音員：神谷浩史
1889年4月11日出生，身高176cm，血型O型
吉祥寺 拓人（吉祥寺 拓人，きちじょうじ たくと）
配音員：入野自由
1899年12月30日出生，身高170cm，血型B型
立川 ルネ（立川 ルネ，たちかわ ルネ）
配音員：宮田幸季
1889年4月11日出生，身高180cm，血型AB型

## 大江戶線版
作品名為「奇蹟列車~歡迎來到大江戶線~」，此為本系列最新的版本。本次角色包括都廳前、新宿、六本木、汐留、月島及兩國6站以主。
本次也推出過小說及漫畫，但另外更有13集動畫。

### 故事設定
大江戶線列車外觀，使用了都營12-000型4號車作為藍本。但是，在車廂內卻是使用1號車的裝修。但是，對於喜歡1號車的車掌（12號）來說，4號車的外觀也無所謂。
整列車最前頭的地方是駕駛室，也是車掌的房間。但是，除了德川、六本木、月島之外的人，也不知道裡面的內容。在第7話中，看見車掌在房間內穿著浴衣出來，也是令全體唯一知道的內容。
在最後一集，也只有一個獨立的場景給予六本木及月島進去。
當一個女性遇上麻煩的地方，當經過票務機，就會自動派入奇蹟列車之內，直至由「車站」完成任務為止。雖然是只給予女性，但是也有誤乘的問題（第9集是男性乘坐的）。當然，在故事設定中，車務員小明也是其中一個遇上麻煩的女性。
除了車掌12號之外，其他人也不可以給予命令式行動。

### 登場人物

#### 主要人物
都廳前（都庁 前，とちょう さき）
配音員：杉田智和
1997年12月19日出生、身高188cm、血型A型
新宿凜太郎（新宿 凛太郎，しんじゅく りんたろう）
配音員置鮎龍太郎
1997年12月19日出生、身高178cm、血型A型
六本木史（六本木 史，ろっぽんぎ ふみ）
配音員：KENN
2000年12月12日出生、身高177cm、血型O型
汐留行（汐留 行，しおどめ いく）
配音員：梶裕貴
2002年11月2日生出生、身高173cm、血型B型
月島十六夜（月島 十六夜，つきしま いざよい）
配音員：小野大輔
2000年12月12日生出生、身高180cm、血型AB型
兩國逸巳（両国 逸巳，りょうごく いつみ）
配音員：森田成一
2000年12月12日生出生、身高183cm、血型O型
新宿西口一（新宿西口 一，しんじゅくにしぐち はじめ）
配音員：羽多野涉
2000年12月12日出生、身高175cm、血型B型
東新宿零二（東新宿 零二，ひがししんじゅく れいじ）
配音員：前野智昭
2000年12月12日出生、身高175cm、血型O型
西新宿五丁目吹（西新宿五丁目 吹，にししんじゅくごちょうめ ふく）
配音員：鈴木達央
1997年12月19日出生、身高176cm、血型A型
飯田橋麗夢（飯田橋 麗夢，いいだばし れむ）
配音員：日野聰
2000年12月12日生出生、身高180cm、血型O型
豐島園沙武朗（豊島園 沙武朗，としまえん さぶろう）
配音員：菅沼久義
1991年12月10日出生、身高170cm、血型AB型
大門哲也（大門 哲也，だいもん てつや）
配音員：井上和彦
2000年12月12日出生、身高186cm、血型B型
代代木學（代々木 学，よよぎ がく）
配音員：平川大輔
2000年4月20日出生、身高176cm、血型A型
牛込神樂坂透吾（牛込神楽坂 透吾，うしごめかぐらざか とうご）
配音員：遊佐浩二
2000年12月12日出生、身高178cm、血型AB型
青山一丁目緣（青山一丁目 縁，あおやまいっちょうめ えにし）
配音員：福山潤
2000年12月12日出生、身高175cm、血型O型
麻布十番雙葉（麻布十番 双葉，あざぶじゅうばん ふたば）
配音員：下野紘
2000年12月12日出生、身高174cm、血型O型
赤羽橋貳人（赤羽橋 弐人，あかばねばし にひと）
配音員：細谷佳正
2000年12月12日出生、身高178cm、血型AB型
新御徒町十和（新御徒町 十和，しんおかちまち とわ）
配音員：諏訪部順一
2000年12月12日出生、身高178cm、血型AB型

#### 車站以外的人物
德川
配音員：石田彰
車掌(第12號)（車掌（12号））
配音員：藤原啟治
小明
配音員：酒井香奈子

#### 每集煩惱的女性
第1話 － 千夏
配音員：内田彩
第2話 － 麻衣
配音員：渕上舞
第3話 － 巖（有版本翻譯為道）
配音員：砂倉加奈子
第4話 － 未來
配音員：名塚佳織
第5話 － 倫子
配音員：仙台惠理
第6話－ 姬乃
配音員：本多陽子
第7話－ 老婆婆
配音員：宇良由香子
第8話 － 愛梨
配音員：古山貴實子
第9話 － 櫻庭啟太
配音員：保村真
第10話 － 小暮真琴
配音員：小清水亞美
第11話 － 真夕
配音員：岡田榮美
第12、13話 － 小明
配音員：酒井香奈子

### 播放時間
2009年10月4日至2009年12月27日 26:00~26:30 在日本電視台播放。
| 播映區域 | 電視台     | 播映期間                      | 當地播映時間        | 所屬電視網 | 備註       |
| -------- | ---------- | ----------------------------- | ------------------- | ---------- | ---------- |
| 關東地方 | 東京電視台 | 2009年10月4日－2009年12月27日 | 星期日 26:00－26:30 | TXN        | 製作電視台 |
| 愛知縣   | 愛知電視台 | 2009年10月8日－2009年12月29日 | 星期四 26:28－26:58 | TXN        |            |
| 大阪府   | 大阪電視台 | 2009年10月9日－2010年1月8日   | 星期五 27:05－27:35 | TXN        |            |
| 全日本   | AT-X       | 2009年10月16日－2010年1月8日  | 星期五 8:00－8:30   |            | 有重播     |

### 衍生商品
本動畫衍生了6位主角的角色CD及人偶。而上述商品第一次獲得JR東日本，及東京都交通局商品化授權。

### 主題曲
片頭曲
- 「montage」

演唱：六本木史（KENN）、新宿凛太郎（置鮎龍太郎）、汐留行（梶裕貴）、両国逸巳（森田成一）
片尾曲
- 「STORIES」

演唱：喜多修平

## 舞台劇
（第1作）舞台版「奇蹟列車〜歡迎來到大江戶線〜」2010年12月8日－15日，全労済ホールスペース・ゼロ，共12場公演。
（第2作）舞台版「奇蹟列車〜歡迎來到大江戶線〜」2nd approach 2012年4月13日－22日，全労済ホールスペース・ゼロ，共15場公演。
（第3作）夜之奇蹟列車〜歡迎來到大江戶線〜 Sweet Dream Express 2012年12月28日－30日，新宿FACE，共6場公演。

### 製作人員
- 脚本 - 加藤陽一
- 改編・監督 - 奥村直義（BQMAP）

### 登場人物
- 六本木史 - KENN（第1～3作）
- 新宿凜太郎 - 渡邊大輔（第1～3作）
- 都廳前 - 吉田友一（第1、2作）
- 汐留行 - 植田圭輔（日语：植田圭輔）（第1～3作）
- 兩國逸巳 - 大山真志（第1、3作）
- 德川 - 田口治（第1、2作）
- 車掌 - 汐崎IRE（日语：汐崎アイル）（第1～3作）
- お六 - 小野麻亞矢（日语：小野麻亜矢）（第1作）
- 六花 - 長谷川愛（日语：長谷川愛）（第1作）
- 國立競技場走・駕籠屋的日本橋 - 中代雄樹（第2作）
- 清澄白河十四春・駕籠屋的内藤新宿 - 佐久本貴史（第1作）
- 六樹 - 三上俊（日语：三上俊）（第2作）
- 七智 - 玉城裕規（日语：玉城裕規）（第2作）
- 六桜 - 吉田怜菜（第2作）
- 飯田橋麗夢 - 成松慶彥（日语：成松慶彦）（第2作）
- 本鄉三丁目瑛斗 - 塩川涉（日语：塩川渉）（第2作）
- 上野御徒町尾久 - 宮寺貴也（日语：宮寺貴也）（第2作）
- 擬人化德川 - 太田基裕（第3作）
- 牛込神樂坂透吾 - 藤原佑規（第3作）

## 外部連結
- 公式網站（页面存档备份，存于）
  - 中央線版
- 電視公式官方網站。（页面存档备份，存于）
- 東京電視台 奇蹟列車介紹頁。（页面存档备份，存于）
- AT-X 動畫（女子部）大江戸線（页面存档备份，存于）